# Élection présidentielle lituanienne de 2014
L’élection présidentielle lituanienne de 2014 (en lituanien : 2014 m. Lietuvos Respublikos Prezidento rinkimai) se tient le 11 et le 25 mai 2014, afin d'élire le président de la République pour un mandat de cinq ans renouvelable une fois. Dalia Grybauskaitė est réélue présidente.

## Contexte
Lors de la précédente élection, en 2009, la commissaire européenne au Budget Dalia Grybauskaitė, candidate indépendante soutenue par les principaux partis de centre droit alors au pouvoir, l'avait emporté dès le premier tour avec 68,2 % des voix, un record depuis l'indépendance. Arrivé en second, le candidat social-démocrate Algirdas Butkevičius devait se contenter de 11,7 % des suffrages.
Aux élections législatives d'octobre 2012, la majorité conservatrice et libérale d'Andrius Kubilius, au pouvoir depuis 2008, a été renversée. Une nouvelle coalition de centre-gauche, emmenée par Butkevičius, s'est alors constituée. Cela a immédiatement créé des tensions avec la chef de l'État, qui s'est montré exigeante sur la qualification des nouveaux ministres et très critique sur la participation du Parti du travail (DP), jugé populiste et pro-Russe.

## Campagne

### Candidats
12 candidats ont été officiellement confirmés mais seuls 7 d'entre eux ont rempli le critère des 20,000 signatures de soutien :
- Zigmantas Balčytis (né en 1953), député européen – Parti social-démocrate de Lituanie
- Dalia Grybauskaitė (né en 1956), actuelle présidente (2009–2014) – Indépendante
- Artūras Paulauskas (né en 1953), membre du Seimas – Parti du travail
- Naglis Puteikis (né en 1964), membre du Seimas - Indépendant
- Bronis Ropė (né en 1955), maire d'Ignalina – Union populaire agraire lituanienne
- Valdemar Tomaševski
- Artūras Zuokas (né en 1968), maire de Vilnius – YES

Les candidats ne pouvant pas participer sont : Rolandas Paksas, Linas Balsys, Kristina Brazauskienė, Vladas Lašas, Jonas Lašinis, Rolandas Paulauskas.

### Sondages
| Candidat                   | Vilmorus/Lietuvos Rytas 4-9 avril 2014 | Spinter Tyrimai 15–20 mars 2014 | Lietuvos rytas 13–17 mars 2014 | Spinter Tyrimai 21–28 février 2014 | Lietuvos rytas 14–23 février 2014 | Spinter Tyrimai 16-26 janvier 2014 | Spinter Tyrimai novembre 2013 | Spinter Tyrimai 18-31 octobre 2013 |
| -------------------------- | -------------------------------------- | ------------------------------- | ------------------------------ | ---------------------------------- | --------------------------------- | ---------------------------------- | ----------------------------- | ---------------------------------- |
| Grybauskaitė, Dalia        | 46.9                                   | 39.3                            | 40.9                           | 40.9                               | 43.3                              | 39.7                               | 36.0                          | 36.5                               |
| Paulauskas, Artūras        | 10.5                                   | 8.9                             | 9.6                            | 6.6                                | 7.3                               | 3.6                                | 2.3                           | 2.1                                |
| Balčytis, Zigmantas        | 9.9                                    | 9.7                             | 10.3                           | 8.9                                | 8.3                               | 8.6                                | 3.0                           | 3.3                                |
| Puteikis, Naglis           | 4.9                                    |                                 |                                |                                    |                                   |                                    |                               |                                    |
| Tomaševski, Valdemar       | 3.7                                    | 2.8                             | 3.4                            | 1.8                                |                                   | 2.0                                | 2.4                           | 2.2                                |
| Ropė, Bronis               | 3.4                                    | 2.3                             | 4.1                            | 2.3                                |                                   | 2.0                                |                               |                                    |
| Zuokas, Artūras            | 2.5                                    | 2.6                             | 2.3                            | 2.9                                |                                   | 2.9                                | 2.1                           | 2.2                                |
| Balsys, Linas              | NC                                     | NC                              | 3.8                            | 2.2                                | 4.1                               |                                    |                               | 0.5                                |
| Paulauskas, Rolandas       | NC                                     | NC                              | 1.1                            |                                    |                                   |                                    |                               |                                    |
| Brazauskienė, Kristina     | NC                                     | NC                              | 0.6                            |                                    |                                   |                                    |                               |                                    |
| Lašas, Vladas              | NC                                     | NC                              | 0.5                            |                                    |                                   |                                    |                               |                                    |
| Lašinis, Jonas             | NC                                     | NC                              | 0.3                            |                                    |                                   |                                    |                               |                                    |
| Paksas, Rolandas           | NC                                     | NC                              | NC                             | 9.7                                | 14.8                              | 7.6                                | 7.6                           | 4.3                                |
| (Non décidé)               | 18.2                                   | 17.7                            | 19.1                           | 8.8                                |                                   | 14.4                               | 10.3                          | 10.7                               |
| (N'ont pas prévu de voter) |                                        | 9.5                             |                                | 7.6                                |                                   | 9.5                                | 11.3                          | 10.9                               |

## Résultats

### Voix
À l'issue du premier tour, qui se déroule le 11 mai, les deux qualifiés pour le second tour, qui a lieu le 25 mai, sont Dalia Grybauskaitė (46,61 % des voix) et Zigmantas Balčytis (13,84 %). Au second tour, la première est réélue présidente avec 57,87 % des voix, contre 40,17 % à son adversaire.